# Hyposmocoma humerovittella
Hyposmocoma humerovittella là một loài bướm đêm thuộc họ Cosmopterigidae. Nó là loài đặc hữu của Oahu. Loài địa phương ở núi Waianae, nơi nó được tim thấy ở độ cao 3,000 feet.